# Giovanni Abignente
Giovanni Abignente (Sarno, 30 ottobre 1854 – Roma, 24 febbraio 1916) è stato un giurista e politico italiano.

## Biografia

### Attività professionale e accademica
Dopo la laurea in giurisprudenza, esercitò la professione di avvocato dal 1877 al 1888 per poi dirigere, dal 1888 al 1895, la Società pel risanamento di Napoli.
Conseguita la libera docenza, dal 1882 insegnò Storia del diritto italiano all'Università di Napoli. È considerato «uno dei più acuti studiosi dell'evoluzione del sistema amministrativo dell'Italia liberale».

### Attività politica
Eletto nello scrutinio del 1900, fu deputato del Regno d'Italia fino alla morte, per quattro legislatura consecutive, dalla XXI alla XXIV, tra i banchi della sinistra costituzionale. Il 13 giugno 1913 era dimesso, dopo aver respinto le accuse sui suoi rapporti con la società appaltatrice del Palazzo di Giustizia di Roma, sostenute nei suoi confronti dal socialista Alberto Calda, poi condannato per calunnie.
Quattro mesi dopo fu rieletto con successo nelle elezioni del 26 ottobre 1913, le prime a suffragio universale maschile nella Storia d'Italia.

## Opere

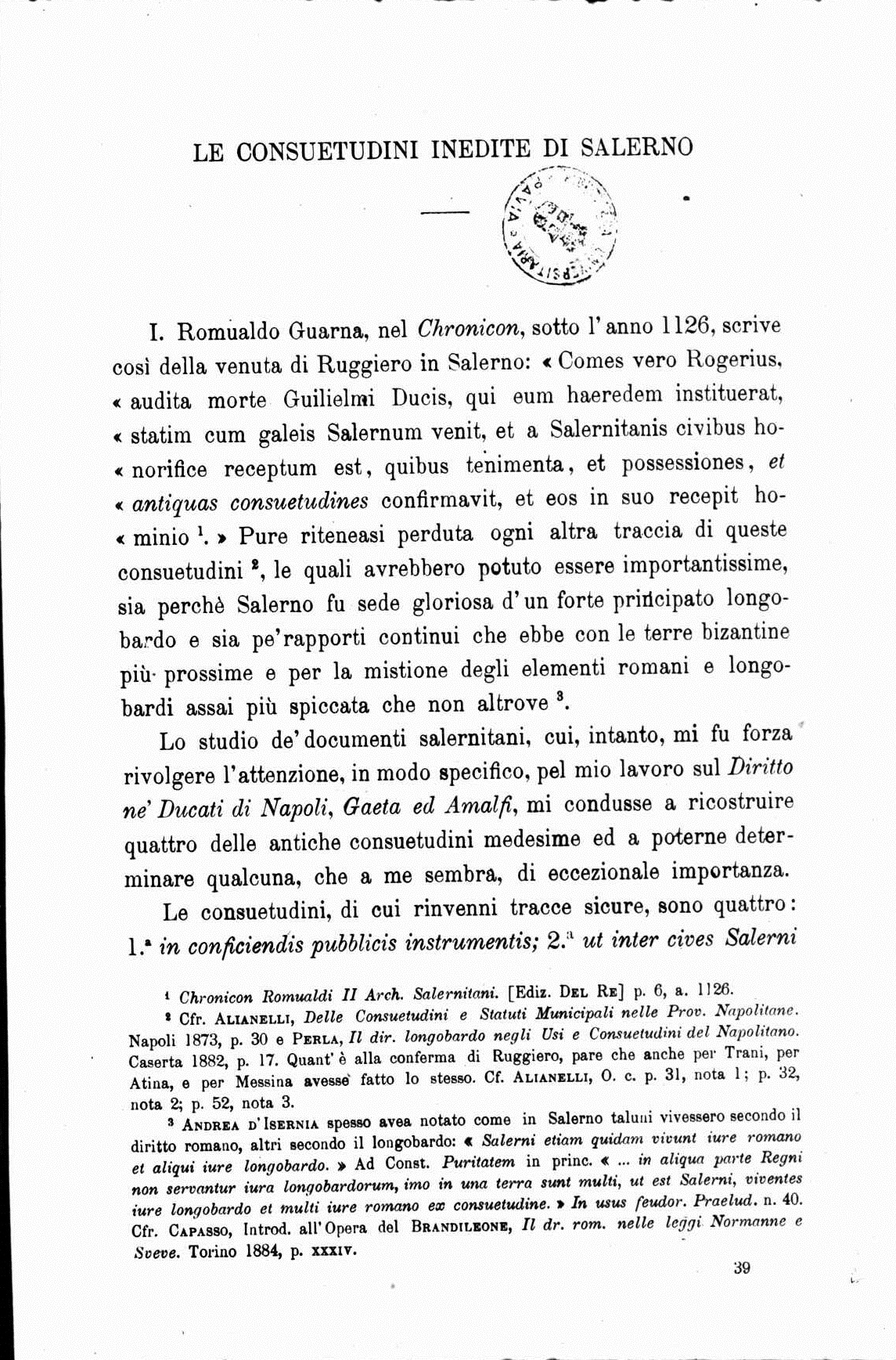
Consuetudini inedite di Salerno, 1888

- L'adozione nella storia del diritto,
- Storia del diritto: Il diritto successorio nelle provincie napoletane dal 1500 al 1860, Tipografia S. Felice, Napoli 1881
- Elementi della storia del diritto in Italia: ad uso dello insegnamento universitario. Dalla caduta dell'impero romano alla costituzione dei feudi, Parte 1, La Cava & Steeger, 1884
- La proprietà del sottosuolo, Tipografia eredi Botta, 1888
- Consuetudini inedite di Salerno, Roma, Tipografia Vaticana, 1888.
  - Testo completo on line su Internet Archive
- La responsabilità dello stato per gli atti dei suoi funzionari, L. Vallardi, 1886
- Le Chartulae fraternitatis ed il libro de' comfratres della chiesa Salernitana, 1888
- La schiavitù nei suoi rapporti con la Chiesa e col laicato, Torino, UTET, 1890
  - La schiavitù nei suoi rapporti con la Chiesa e col laicato, L'Erma di Bretschneider, 1972
- Gli Statuti inediti di Cava dei Tirreni, voll. 3, Roma, 1886-1904
  - Testo completo on line su Internet Archive
- Giovanni Abignente (a cura di), Filippo Abignente. Discorsi parlamentari e scritti politici e scientifici, Roma, 1902.
- D. BLASII DE MORCONO. De differentiis inter jus Longobardorum et ius Romanorum tractatus, Cura, expensis et studio Prof. I. A., Napoli, Società napoletana di storia patria, Typos Aloysii Pierro, 1912.
- Nel primo anniversario di Tripoli Italiana, 1912
- La riforma dell'Amministrazione pubblica in Italia. Questioni urgenti, Bari, 1916
- Raccolta di scritti (a cura della figlia Ofelia Abignente):
  - Vol I. La Storia del diritto in Italia, 1930
  - Vol II. Scritti scientifici, 1930
  - Vol. III. Scritti politici, 1931